# Howard Clinebell
Howard John Clinebell (* 3. Juni 1922 in Springfield, Illinois; † 13. April 2005 in Santa Barbara) war ein methodistischer Pastor und Professor für Seelsorge. Er war wegweisend für einen Seelsorgeansatz, der Psychotherapie und Glauben verbindet.

## Leben und Wirken
Howard Clinebell wurde am 3. Juni 1922 in Springfield, Illinois als Sohn von Howard J. and Clem Clinebell, geb. Whittenberg geboren. Er studierte Theologie an der DePauw University in Indiana, dem Garrett Theological Seminary in Illinois und promovierte an der Columbia University in New York City. Zusätzlich studierte er Psychotherapie am William White Institute of Psychiatry, Psychology and Psychoanalysis in New York City.
Mitte der 1950er Jahre trat Clinebell als Pastor in den Dienst der First United Methodist Church in Pasadena. Später wurde er Seelsorger am Methodist Hospital in Arcadia. 1959 wurde er Professor für „Seelsorgliche Psychologie“ an der Claremont School of Theology. Clinebell beendete seinen aktiven Dienst 1988.
Clinebell hat mehr als 20 Bücher verfasst, von denen mehrere ins deutsche übersetzt wurden. Zu den einflussreichsten zählen Understanding and Counseling the Alcoholic Through Religion and Psychology (1956) und Basic Types of Pastoral Counseling (1966, überarbeitete Neuauflage Basic Types of Pastoral Care and Counseling 1984; Deutsch: Modelle beratender Seelsorge. 1971; 5. Aufl. 1985). Mit seinem Buch über die Seelsorge an Alkoholikern führte er in christlichen Kreisen den Ansatz ein, Alkoholismus als Krankheit zu betrachten statt als Charakterschwäche.
Als einer der Väter der Seelsorge-Bewegung trat Clinebell schon früh dafür ein, Studenten, die in ihrem späteren Beruf in irgendeiner Form beratend tätig sein würden, auch in Psychotherapie zu unterrichten. Er war ein Gründungsmitglied der American Association of Pastoral Counselors.
Clinebell befasste sich neben dem Thema Seelsorge im Laufe seiner Karriere mit Themen wie den Problemen des Individuums im Kontext von Beziehungen, den Auswirkungen sozialer Systeme auf das Leben einzelner Menschen und die Wechselwirkung von Mensch und Natur.
Howard Clinebell starb am 13. April 2005  in Santa Barbara aufgrund von Komplikationen seiner Parkinson-Erkrankung.

## Werke
- Basic types of pastoral counseling. Abingdon Press, Nashville 1966.
- Basic Types of Pastoral Care and Counseling: resources for the ministry of healing and growth. Abingdon Press, Nashville 1984, ISBN 0-687-02492-7.
- Understanding and counseling the alcoholic through religion and psychology. Abingdon Press, Nashville 1968.
- Howard J. Clinebell, Charlotte H. Clinebell: The intimate marriage. Harper & Row, New York 1970.
- The people dynamic; changing self and society through growth groups. Harper & Row, New York 1972, ISBN 0-06-061500-1.